# 釜石市民歌
「釜石市民歌」（かまいししみんか）は、昭和時代前期に作成された岩手県釜石市の市民歌である。作詞・広瀬喜志、作曲・古関裕而。
岩手県内、また古関裕而が作曲した市町村歌で現存するものとしては最古の楽曲とされている。

## 解説
1937年（昭和12年）に釜石市の市制施行を記念し、河北新報社が主体となって歌詞の一般公募を行った。制定趣旨は「釜石市の前途を祝福し、誕生を永久に記念し、愛市精神を鼓舞する」とされ、募集は短期間ながら北海道や四国、九州など岩手県以外からも合計746点の応募があり、仙台市からの応募作が入選したことを6月15日付の河北新報岩手版で発表、同22日付紙面に楽譜が掲載された。審査には釜石市や日本コロムビアも参加していたが、製作時点では飽くまでも河北新報社の事業として扱われ市は制定主体とされていなかった。市に資料が残っていないため長らく制定経緯は「不詳」とされ、河北新報社の社史にも「釜石市民歌」の選定に関する記述は見出せないが、選定後のいずれかの時期に市へ寄贈されたとみられる。
作曲はコロムビア専属の古関裕而が行っているが、当時は専属となってから日が浅くヒットメーカーとして知名度を得る以前だったため、特に指名された訳ではなくコロムビア側が専属作曲家の中から人選したとみられる。コロムビアでは霧島昇の歌唱を吹き込んだレコードを製造しており、2008年（平成20年）に市制70周年記念事業として作成されたアルバム『釜石のうた』では「釜石行進曲」や「釜石小唄」などの楽曲と合わせて収録された。
1970年代までは市民運動会などの行事で演奏されていたが次第に演奏の機会が失われ、1989年（平成元年）には廃止および新市民歌の制定を検討するための市民アンケートも行われた。最終的に市民歌の廃止は見送られて継続使用されることが決まり、1995年（平成7年）には市内中心部の大町交差点に市民歌全5番の歌碑が設置された。また、2005年（平成17年）からは防災無線のチャイムとして市民歌が演奏されるようになっている。